# Вулис, Лев Абрамович
Лев Абрамович Вулис (7 августа 1912, г. Житомир, Украина — 11 декабря 1973, г. Ленинград) — советский учёный, доктор технических наук (1946), профессор (1944). Заслуженный деятель науки Казахстана (1961).

## Биография
Окончил Ленинградский политехнический институт (1938).
В 1938—1941 годы научный сотрудник Ленинградского института котлов и турбин, 1944—1951 годы профессор Московского авиационного института и Военно-воздушной инженерной академии.
В 1951—1962 годы заведующий лабораторией КазГУ и Казахского научно-исследовательского института энергетики, 1962—1973 годы профессор Ленинградского высшего военно-морского инженерного училища. Основные работы посвящены газовой динамике, теории горения и магнитной гидродинамике.
Внук — Дмитрий Львович Вулис (англ. Vulis Dimitri Lvovich (1964, Ленинград) — американский учёный. Преподаватель Университета Фордхэм.

## Сочинения
- Газовая динамика : (Стационарные одномерные течения) / проф. д-р Л. А. Вулис; МАИ им. Серго Орджоникидзе. - Москва : центр. светолитотип. ГАУ ВС, 1949. - 251 с.
- Термодинамика газовых потоков. М., 1950;
- Тепловой режим горения, М.—Л., 1954;
- Теория струй вязкой жидкости / Л. Б. Вулис, В. П. Кашкаров. - Москва : Наука, 1965. - 431 с.;
- Основы теории газового факела / Л. А. Вулис, Ш. А. Ершин, Л. П. Ярин; Под ред. Л. А. Вулиса. - Ленинград : Энергия. Ленингр. отд-ние, 1968. - 204 с.
- Теория и расчёт магнитогазодинамических течений в каналах / Л. А. Вулис, А. Л. Генкин, Б. А. Фоменко; Под общ. ред. Л. А. Вулиса. - Москва : Атомиздат, 1971. - 384 с.
- Аэродинамика факела / Л.А. Вулис. - Ленинград : Энергия. Ленингр. отд-ние, 1978. - 216 с. : ил.